# 河渡 (新潟市)
河渡（こうど）は、新潟県新潟市東区の町字。現行行政地名は河渡一丁目から河渡三丁目と大字河渡。住居表示は一丁目から三丁目が実施済み区域、大字が未実施区域。郵便番号は950-0024。

## 概要
1889年（明治22年）まであった河渡新田の区域。物見山砂丘の南麓、通船川の北岸に位置する。地名は、阿賀野川の渡河地点であったことに由来する。

### 隣接している町字
北から東回り順に、以下の町字と隣接する。
- 松園
- 小金町
- 藤見町
- 河渡本町
- 有楽
- 向陽

## 地域
河渡 (こうど)
1980年（昭和55年）から現在の町名。はじめは1丁目から2丁目までだったが、1983年（昭和58年）から1丁目から3丁目になった。
河渡庚 (こうどかのえ)
河渡から南東にある大字。地図上では河渡と表示され、区域の大半は「マーケットシティ河渡」になっている。
河渡甲 (こうどこう)
新潟空港がある松浜町に隣接する大字。地図上では河渡と表示される。

## 歴史
かつては沼垂町の一部で、沼垂町移転時に独立したという説もある。
1889年（明治22年）以後は松島村の大字となり、1898年（明治31年）に新松島村、1901年（明治34年）に大形村の大字となる。1929年（昭和4年）には宅地分譲が行われ、1935年から1945年（昭和10年代）には新潟人絹工場、昭和石油社宅、石井精密が設置された。
1943年（昭和18年）に新潟市の大字となり、それまでは河渡新田と称したが、新潟市への編入時に河渡に改称した。1950年（昭和25年）から1983年（昭和58年）にかけて、一部が平和町、船江町、浜谷町、河渡、河渡新町、河渡本町、幸栄、物見山、小金町、松和町、松園、有楽、白銀、藤見町に分立。1955年から1965年（昭和30年代）には砂丘地の宅地化が急速に進み、1964年（昭和39年）の新潟地震以後、住宅地に変わった。新潟市が政令市に移行した2007年（平成19年）以後、新潟市東区の大字となっている。

### 分立した町字
1889年（明治22年）以後に、以下の町字が分立。
空港西 (くうこうにし)
1989年（平成元年）から2002年（平成14年）の間に分立した町字。
幸栄 (こうえい)
1980年（昭和55年）から、現在まである新潟市の町名。1丁目から3丁目がある。かつては松林だったが、1964年（昭和39年）の新潟地震後に宅地化された。
河渡新町 (こうどしんまち)
1983年（昭和58年）から現在の町名。1945年から1955年（昭和20年代）から人家ができ始め、河渡新町と俗称されていた。新潟地震以後に急速に開発が発展し、宅地化した。
河渡本町 (こうどほんちょう)
1983年（昭和58年）から現在の町名。町名は、河渡本来の集落があることに由来する。
小金台 (こがねだい)
1999年（平成11年）11月1日に分立した町字。
小金町 (こがねちょう)
1951年（昭和26年）から、現在まである新潟市の町名。
白銀 (しろがね)
1973年（昭和48年）から、現在まである新潟市の町名。1964年（昭和39年）の新潟地震後に宅地化された。
浜谷町 (はまやちょう)
1957年（昭和32年）から、現在まである新潟市の町名。町名の由来は、字浜谷内にちなむとされる。1945年から1955年（昭和20年代）に人家が建ち始めた地域で、以前は原野であった。
藤見町 (ふじみちょう)
1950年（昭和25年）から、現在まである新潟市の町名。町名は、藤が群生していたことにちなみ、王瀬の長者が藤を植えて藤見をした場所であるとされる。1988年（昭和63年）10月3日に住居表示を実施し、藤見町1丁目、藤見町2丁目となる。
船江町 (ふなえちょう)
1952年（昭和27年）から、現在まである新潟市の町名。1955年から1965年（昭和30年代）に県営住宅、市営住宅が建設されたが、新潟地震以後は砂丘を削って急速に開発が発展し、宅地化した。2000年（平成12年）11月27日に住居表示を実施し、河渡甲の一部を加えて船江町1丁目、船江町2丁目となる。
平和町 (へいわちょう)
1952年（昭和27年）から、現在まである新潟市の町名。町名は、この地にあった太平鉱業（現：三菱マテリアル）の「平」と、昭和石油の「和」を組み合わせたもの。太平鉱業は1936年（昭和11年）に新潟人絹工場として進出した後、新潟地震前に移転。昭和石油は1934年（昭和9年）に新油石油として進出していた。
松園 (まつぞの)
1980年（昭和55年）から、現在まである新潟市の町名。もとは河渡、小金町の一部で、かつては松林であった。現在は宅地化され、住宅地になっている。
松和町 (まつわちょう)
1980年（昭和55年）から、現在まである新潟市の町名。もとは河渡、物見山、小金町の一部。
物見山 (ものみやま)
1980年（昭和55年）から、現在まである新潟市の町名。もとは1960年（昭和35年）から1980年（昭和55年）まであった物見山町と河渡、浜谷町の一部で、1丁目から4丁目がある。町名は物見山砂丘にちなむ。
有楽 (ゆうらく)
1973年（昭和48年）から、現在まである新潟市の町名。かつては松林だった所で、新潟地震以後に急速に開発が発展し宅地化した。

### 年表
- 1889年（明治22年）4月1日 : 合併により松島村の大字となる。
- 1898年（明治31年）2月4日 : 松島村が分離し、新松島村の大字となる。
- 1901年（明治34年）11月1日 : 合併により大形村の大字となる。
- 1943年（昭和18年）6月1日 : 合併により新潟市の大字となる。
- 2007年（平成19年）4月1日 : 新潟市の政令指定都市移行により、東区の大字となる。

## 世帯数と人口
2018年（平成30年）1月31日現在の世帯数と人口は以下の通りである。
| 大字・丁目 | 世帯数    | 人口    |
| ---------- | --------- | ------- |
| 河渡       | 332世帯   | 702人   |
| 河渡一丁目 | 328世帯   | 993人   |
| 河渡二丁目 | 316世帯   | 728人   |
| 河渡三丁目 | 281世帯   | 682人   |
| 計         | 1,257世帯 | 3,105人 |

## 小・中学校の学区
市立小・中学校に通う場合、学区は以下の通りとなる。
| 大字・丁目 | 番地 | 小学校                 | 中学校               |
| ---------- | --- | ---------------------- | -------------------- |
| 河渡       | 1～55番地 | 新潟市立桃山小学校     | 新潟市立山の下中学校 |
| 河渡       | 庚1～庚13、庚25 庚78、庚83～庚92 庚117～庚135、庚138～庚184 庚186～庚198、庚200～庚203 庚205～庚287、庚289 庚295、庚296番地1～64 庚317～庚347、庚359番地1・3 庚363～庚400 | 新潟市立東山の下小学校 | 新潟市立藤見中学校   |
| 河渡       | その他 | 新潟市立下山小学校     | 新潟市立下山中学校   |
| 河渡一丁目 | 全域 | 新潟市立東山の下小学校 | 新潟市立藤見中学校   |
| 河渡二丁目 | 全域 | 新潟市立東山の下小学校 | 新潟市立藤見中学校   |
| 河渡三丁目 | 全域 | 新潟市立東山の下小学校 | 新潟市立藤見中学校   |

## 主な企業・施設

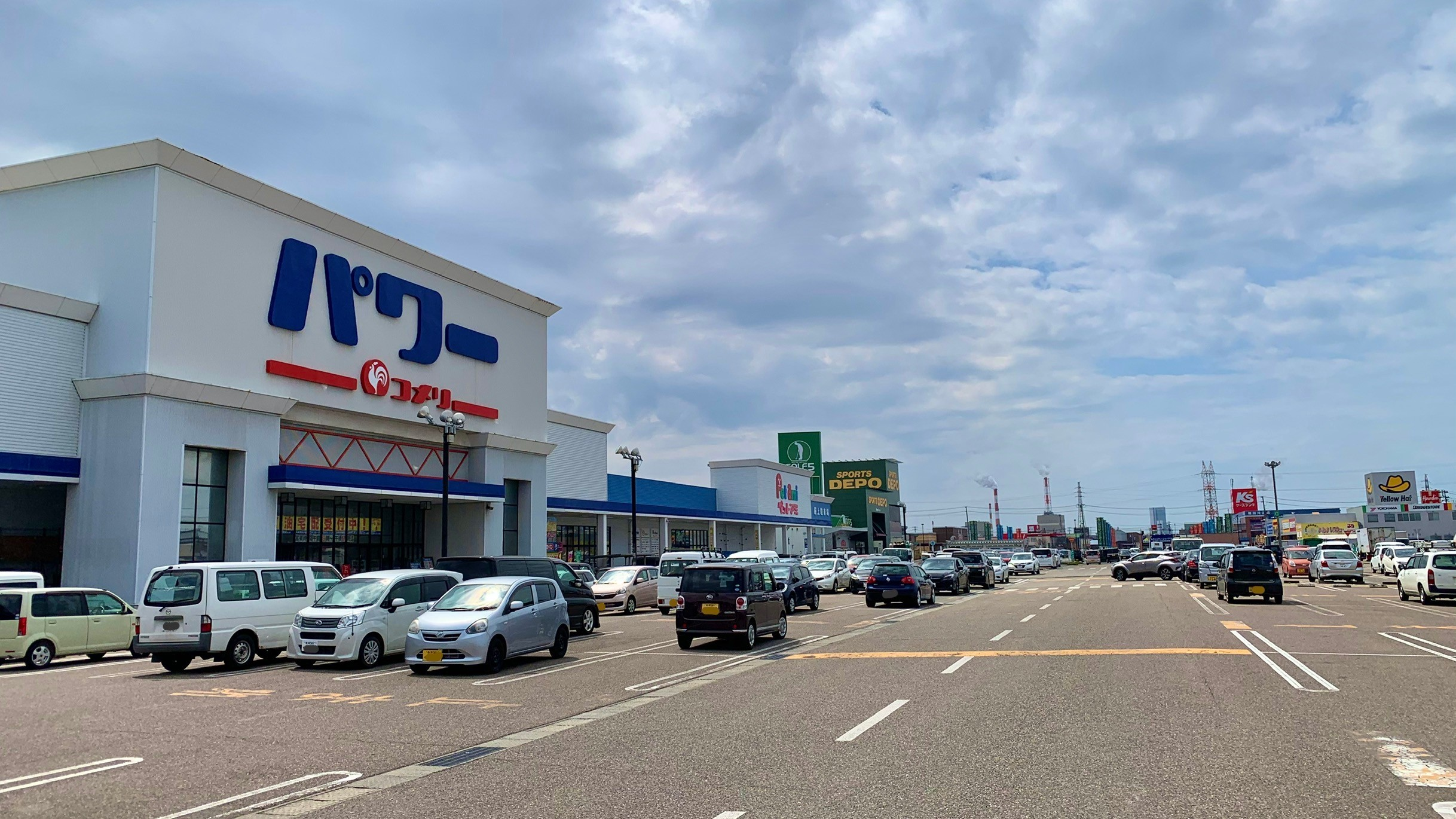
コメリパワー河渡店（2020年4月）

- 新潟河渡郵便局
- 原信マーケットシティ河渡
  - ケーズデンキ 新潟河渡店
- コメリパワー 河渡店

## 交通

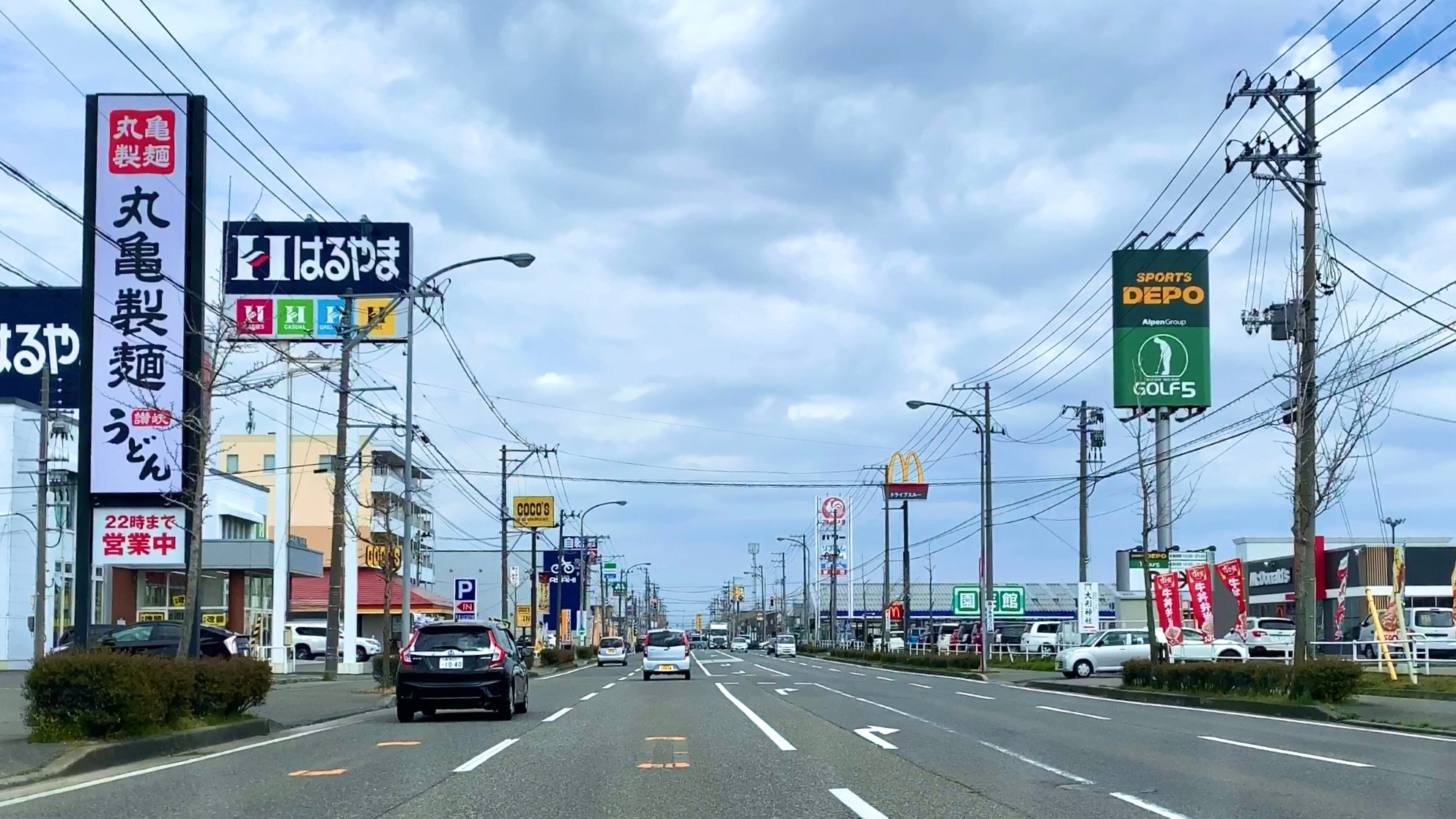
山の下東港線（2020年4月）

幹線道路山の下東港線が東西に走る。
バス
- 新潟交通 E3 河渡線
- 東区区バス 河渡ルート